# Вергас (Міннесота)
Вергас (англ. Vergas) — місто (англ. city) в США, в окрузі Оттер-Тейл штату Міннесота. Населення — 348 осіб (2020).

## Географія
Вергас розташований за координатами 46°39′17″ пн. ш. 95°48′13″ зх. д. / 46.65472° пн. ш. 95.80361° зх. д. (46.654861, -95.803503).  За даними Бюро перепису населення США в 2010 році місто мало площу 3,88 км², з яких 3,78 км² — суходіл та 0,10 км² — водойми.

## Демографія
Згідно з переписом 2010 року, у місті мешкала 331 особа в 176 домогосподарствах у складі 88 родин. Густота населення становила 85 осіб/км².  Було 202 помешкання (52/км²).
Расовий склад населення:
| - 99,1 % — білих - 0,3 % — чорних або афроамериканців |

До двох чи більше рас належало 0,3 %. Частка іспаномовних становила 0,3 % від усіх жителів.
За віковим діапазоном населення розподілялося таким чином: 13,3 % — особи молодші 18 років, 59,2 % — особи у віці 18—64 років, 27,5 % — особи у віці 65 років та старші. Медіана віку мешканця становила 52,5 року. На 100 осіб жіночої статі у місті припадало 98,2 чоловіків;  на 100 жінок у віці від 18 років та старших — 88,8 чоловіків також старших 18 років.
Середній дохід на одне домашнє господарство  становив 59 281 долар США (медіана — 40 000), а середній дохід на одну сім'ю — 89 803 долари (медіана — 59 375). Медіана доходів становила 37 321 долар для чоловіків та 30 938 доларів для жінок. За межею бідності перебувало 9,8 % осіб, у тому числі 14,6 % дітей у віці до 18 років та 14,3 % осіб у віці 65 років та старших.
Цивільне працевлаштоване населення становило 155 осіб. Основні галузі зайнятості: освіта, охорона здоров'я та соціальна допомога — 21,3 %, будівництво — 17,4 %, роздрібна торгівля — 14,8 %.